# Ordine di Ušakov (Unione Sovietica)
L'Ordine di Ušakov (in russo Орден Ушакова?, Orden Ušakova) è stata un'onorificenza dell'Unione Sovietica.

## Storia
L'Ordine di Ušakov è stata la maggiore onorificenza della Marina Sovietica, ed attualmente la più importante della Marina militare della Federazione Russa, istituito in memoria di Fëdor Fëdorovič Ušakov, che è stato il più illustre ammiraglio russo del XVIII secolo, non avendo mai perduto una battaglia navale, venerato come santo dalla Chiesa ortodossa e considerato il santo patrono della Marina Russa.
L'Ordine, articolato in due classi, venne istituito il 3 marzo 1944, insieme all'Ordine di Nachimov, su proposta dell'ammiraglio Kuznecov, che nell'estate del 1943, durante la Seconda guerra mondiale ne chiese la sua istituzione equivalente all'Ordine di Suvorov dell'Armata Rossa.
Dopo lo scioglimento dell'Unione Sovietica, l'Ordine venne mantenuto dalla Federazione Russa ed abolito in seguito, il 7 settembre 2010, per essere sostituito da un ordine omonimo.

## Classi
L'Ordine disponeva delle seguenti classi di benemerenza:
- I Classe (47 assegnazioni)
- II Classe (194 assegnazioni)

| Insegne (dal 1944 al 1991) | Insegne (dal 1944 al 1991) |
| -------------------------- | -------------------------- |
|                            |                            |
| Nastri                     |                            |
| II Classe                  | I Classe                   |

| Insegne (dal 1992 al 2010) | Insegne (dal 1992 al 2010) |
| -------------------------- | -------------------------- |
|                            |                            |
| Nastri                     |                            |
| II Classe                  | I Classe                   |

## Assegnazione
L'Ordine di Ušakov doveva essere concesso ad ammiragli, comandanti ed ufficiali di marina che avevano ottenuto una vittoria contro un nemico superiore per uomini e mezzi e venne concesso per la prima volta il 16 maggio 1944.
Durante la seconda guerra mondiale furono 22 i decorati con l'ordine di I Classe, otto dei quali due volte, e 8 i decorati con l'ordine di II Classe, oltre all'ordine concesso alla Flotta del Nord.
Fino al crollo dell'Unione Sovietica furono 47 coloro che ottennero l'Ordine di Ušakov di I Classe e 194 coloro che ottennero l'Ordine di Ušakov di II Classe. L'Ordine è stato mantenuto nella Federazione Russa.